# Ophiogomphus australis
Ophiogomphus australis is een libellensoort uit de familie van de rombouten (Gomphidae), onderorde echte libellen (Anisoptera).
De soort staat op de Rode Lijst van de IUCN als bedreigd, beoordelingsjaar 2007, de trend van de populatie is volgens de IUCN dalend.
De wetenschappelijke naam van de soort werd voor het eerst geldig gepubliceerd in 1992 door Frank Louis Carle.